# Difluorek metylofosfonowy
Difluorek metylofosfonowy (DF) – organiczny związek chemiczny z grupy fosfonianów. Używany głównie jako prekursor do otrzymywania fosforoorganicznych bojowych środków trujących, takich jak sarin, soman lub VX. Może być stosowany w amunicji binarnej, np. w amerykańskim pocisku artyleryjskim M687, który oprócz DF zawiera także alkohol izopropylowy. W pocisku tym pod wpływem nagłego przyspieszenia, ścianki oddzielające prekursory ulegają zniszczeniu, a szybkie obroty powodują ich zmieszanie skutkując powstaniem sarinu o czystości ok. 70%. DF może także występować w mieszaninie z sarinem jako pozostałość po jego produkcji.
- lotność: 147,926 mg/m³ (19,5 °C)[1]
- ciśnienie pary nasyconej: 36 mm Hg (20 °C)[1]

W reakcjach z alkoholami powstają substancje o właściwościach paralityczno-drgawkowych. Sam DF także jest trujący i żrący. Z powodu dużej lotności, największe zagrożenie stwarza inhalacja tego związku. Pary mają gryzący, ostry zapach i powodują poważne oraz bolesne podrażnienia oczu, nosa, gardła i płuc.
DF jest, w rozumieniu Konwencji o zakazie broni chemicznej, bezpośrednim prekursorem (część B Wykazu 1) niektórych substancji zawartych w części A Wykazu 1.